# Гусакове (роз'їзд)
Гусакове — роз'їзд Шевченківської дирекції Одеської залізниці.
Розташований за 1 км від села Соколівочка, за 2 км на захід від селища Степне Тальнівського району Черкаської області між роз'їздом Розсохуватка (9 км) та станцією Тальне (7 км).
Роз'їзд було відкрито 1937 року, на вже існуючій з 1891 року лінії Христинівка-Шпола, під такою ж назвою.
Зупиняються лише приміські дизель-поїзди сполученням Черкаси-Умань.